# DramaQueen (Software)
DramaQueen ist eine deutsche Kreativsoftware für Autoren zum Entwickeln und Schreiben von Drehbüchern, Romanen, Kurzgeschichten und Theaterstücken. Das Programm wird seit 2014 in deutscher und englischer Sprache angeboten und ist für Windows, Mac OS X und Linux erhältlich. Aufgrund des Designs seiner Benutzeroberfläche eignet sich DramaQueen sowohl für professionelle Autoren als auch für Autodidakten. DramaQueen verwendet die Dateiendung .dq.
Entwickelt und vertrieben wird die Software von der DramaQueen GmbH, einer Ausgründung der Filmuniversität Potsdam-Babelsberg.
Das Programm ist in einer kostenlosen Basisversion und zwei Kaufversionen erhältlich.
Ergänzend zur Software bietet der Hersteller ein Online-Nachschlagewerk zu den Themen Storytelling, Dramaturgie und Drehbuchschreiben.

## Benutzung
DramaQueen unterstützt den kreativen Schreibprozess vom Ideenstadium bis zur finalen Buchfassung. Die Funktionen umfassen die Bereiche Stoffentwicklung, Formatierung/Layout, Überarbeitung und dramaturgische Analyse. Dabei bietet die Software vielfältige Gliederungsoptionen (z. B. Akte, Kapitel, Wendepunkte, Sequenzen, Szenen, Steps) und gibt Anregungen im Bereich Storytelling und Figurenanlage/-entwicklung.
Neben dem Haupttext können verschiedene Arbeitstexte erstellt werden (Outline, Exposé, Konzept/Treatment, Notizen, Anmerkungen). Figuren, Schauplätze und Erzählstränge werden automatisch erkannt und als Elemente der Geschichte angelegt.
Das Konzept der Software beruht auf der Verknüpfung aller Texte und Elemente eines DramaQueen-Dokuments. Mithilfe der daraus entstehenden Metainformationen kann u. a. der dramatische Aufbau der Geschichte grafisch visualisiert sowie Übersichten, Statistiken oder Figuren- bzw. Schauplatzberichte erstellt werden.
Funktionen (Auswahl):
- Import aus PDF, Word, Final Draft, TXT, RTF
- Export in Word, EPUB, Final Draft, PDF und RTF
- Paralleles Outlinen und Schreiben in drei Textebenen (z. B. Exposé – Treatment – Drehbuch)
- Automatische Erkennung von Figuren, Schauplätzen und Storylines
- „Storytelling-Guidance“
- Entwickeln und Schreiben von einzelnen Erzählsträngen
- Setzen von Wendepunkten
- Visualisierung der einzelnen Erzählbögen
- Vollbild-Modus für alle Ansichten
- Seitendarstellung der Texte (WYSIWYG)
- individuelle Layout-Optionen
- Drehbuchformatierung nach dem Industriestandard der Writers Guild
- Rechtschreib- und Stilprüfung
- Smart-Type-Features
- Statistiken und Reports